# Yanaoca
Yanaoca est une ville du Pérou, capitale du district du même nom dans la province de Canas, située dans le département de Cuzco.

## Histoire

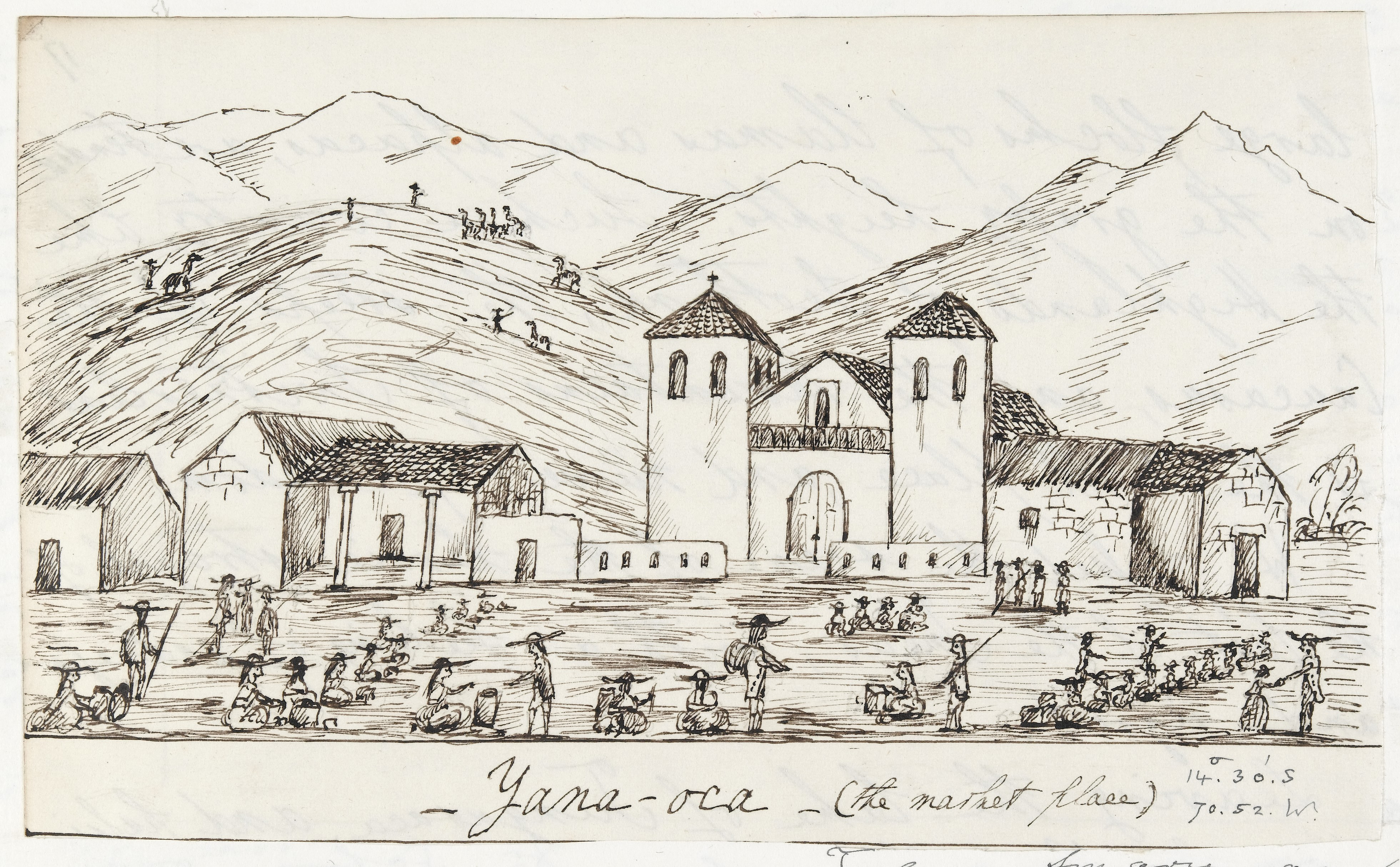
La ville de Yanaoca un jour de marché en 1853 par Clements R. Markham.

C'est dans ce village que commence le 4 novembre 1780 la grande rébellion de Tupac Amaru II quand ses hommes ont capturé le maire espagnol Antonio de Arriaga, qui était détesté à cause de ses abus contre les colons des provinces de Canas et Canchis.

## Géographie
La ville se situe a quatre heures de Cuzco. Elle est située à près de 4 000 m d'altitude.